# Trakovice
Trakovice jsou obec na Slovensku v okrese Hlohovec v Trnavském kraji.
Žije zde přibližně 1 500 obyvatel.
Dominantou obce je římskokatolický kostel sv. Štěpána z roku 1811. Jde o jednolodní klasicistický sakrální objekt s věží.